# Rikei ga Koi ni Ochita no de Shōmei Shite Mita
Rikei ga Koi ni Ochita no de Shōmei Shite Mita (jap. 理系が恋に落ちたので証明してみた。) ist eine Mangaserie von Alifred Yamamoto, die seit 2016 erscheint. 2020 kam eine Adaption der romantische Komödie als Anime-Fernsehserie heraus, die international als Science Fell in Love, So I Tried to Prove It veröffentlicht wurde.

## Inhalt
An der Universität Saitama forschen die beiden jungen Wissenschaftler Shinya Yukimura (雪村心夜) und Ayame Himuro (氷室菖蒲), die beide ähnlich viel Vertrauen in die Mathematik zur Beschreibung und Lösung aller Probleme in der Welt setzen. Als dann eines Tages Ayame ihrem Kollegen Shinya gesteht, dass sie sich wohl in ihn verliebt hat, fordert der auch diese Liebe mathematisch unter Beweis zu stellen. So entwickeln beide mit ihren Kollegen immer neue Experimente und Modelle, um die gegenseitige Zuneigung unter Beweis zu stellen.

## Veröffentlichungen
Der Manga erscheint seit 2016 im Magazin Comic Meteor beim Verlag Holp Shuppan. Die Kapitel wurden auch in bisher vier Sammelbänden veröffentlicht. 2018 kam eine erste Adaption für das Fernsehen heraus, als vierteiliges Fernsehdrama von Regisseur Masatsugu Asahi und Autor Shūji Kō. Am 1. Februar 2019 folgte dann ein Film, den das gleiche Team produzierte.
Für 2020 entstand beim Studio Zero-G eine Anime-Fassung von Autor Rintarō Ikeda. Die Umsetzung fand unter Regie von Toru Kitahata statt, das Charakterdesign stammt von Yūsuke Isouchi. Die künstlerische Leitung lag bei Hirofumi Sakagami und die Animationsarbeiten leitete Yūsuke Isouchi. Der verantwortliche Produzent war Shunsuke Saito.
die 12 Folgen werden seit dem 10. Januar 2020 von den Sendern Tokyo MX, BS11, RNC, GTV, GYT, MBS und CTC in Japan ausgestrahlt. International wird der Anime von der Plattform Crunchyroll per Streaming angeboten, unter anderem mit deutschen und englischen Untertiteln.

### Synchronisation
| Rolle           | japanischer Sprecher (Seiyū) |
| --------------- | ---------------------------- |
| Ayano Himuro    | Sora Amamiya                 |
| Shinya Yukimura | Yūma Uchida                  |
| Kōsuke Inukai   | Jun Fukushima                |
| Rikekuma        | Momo Asakura                 |
| Kotonoha Kanade | Natsuko Hara                 |
| Ena Ibarada     | Nichika Omori                |
| Professor Ikeda | Ryotaro Okiayu               |

### Musik
Die Musik der Serie wurde komponiert von hisakuni, Kaoru Ōtsuka, Shōichiro Hirata, Shūhei Takahashi, Takuma Sogi und Yūko Takahashi. Für den Vorspann verwendete man das Lied Paradox von Sora Amamiya und der Abspanntitel ist Turing Love von Akari Nanawo ft. Sou.